# Ferdinand Buisson
Ferdinand Édouard Buisson (født 20. december 1841, død 16. februar 1932) var en fransk pædagog og politiker.
Han blev tildelt Nobels fredspris i 1927 sammen med Ludwig Quidde